# Gustavo Marzi
Gustavo Marzi (Livorno, 25 de noviembre de 1908-Trieste, 14 de noviembre de 1966) fue un deportista italiano que compitió en esgrima, especialista en las modalidades de florete y sable.
Participó en tres Juegos Olímpicos de Verano entre los años 1928 y 1936, obteniendo en total siete medallas: una de plata en Ámsterdam 1928, una de oro y dos de plata en Los Ángeles 1932 y una de oro y dos de plata en Berlín 1936. Ganó veintiuna medallas en el Campeonato Mundial de Esgrima entre los años 1929 y 1938.

## Palmarés internacional
| Juegos Olímpicos   | Juegos Olímpicos             | Juegos Olímpicos | Juegos Olímpicos    |
| Año                | Lugar                        | Medalla          | Prueba              |
| ------------------ | ---------------------------- | ---------------- | ------------------- |
| 1928               | Ámsterdam (Países Bajos)     | Medalla de plata | Sable por equipos   |
| 1932               | Los Ángeles (Estados Unidos) | Medalla de oro   | Florete individual  |
| 1932               | Los Ángeles (Estados Unidos) | Medalla de plata | Florete por equipos |
| 1932               | Los Ángeles (Estados Unidos) | Medalla de plata | Sable por equipos   |
| 1936               | Berlín (Alemania)            | Medalla de oro   | Florete por equipos |
| 1936               | Berlín (Alemania)            | Medalla de plata | Sable individual    |
| 1936               | Berlín (Alemania)            | Medalla de plata | Sable por equipos   |
| Campeonato Mundial |                              |                  |                     |
| Año                | Lugar                        | Medalla          | Prueba              |
| 1929               | Nápoles (Italia)             | Medalla de oro   | Florete por equipos |
| 1929               | Nápoles (Italia)             | Medalla de plata | Sable individual    |
| 1930               | Lieja (Bélgica)              | Medalla de oro   | Florete por equipos |
| 1930               | Lieja (Bélgica)              | Medalla de plata | Florete individual  |
| 1930               | Lieja (Bélgica)              | Medalla de plata | Sable por equipos   |
| 1931               | Viena (Austria)              | Medalla de oro   | Florete por equipos |
| 1931               | Viena (Austria)              | Medalla de plata | Florete individual  |
| 1931               | Viena (Austria)              | Medalla de plata | Sable por equipos   |
| 1933               | Budapest (Hungría)           | Medalla de plata | Sable individual    |
| 1933               | Budapest (Hungría)           | Medalla de plata | Sable por equipos   |
| 1934               | Varsovia (Polonia)           | Medalla de oro   | Florete por equipos |
| 1934               | Varsovia (Polonia)           | Medalla de plata | Florete individual  |
| 1934               | Varsovia (Polonia)           | Medalla de plata | Sable por equipos   |
| 1935               | Lausana (Suiza)              | Medalla de oro   | Florete individual  |
| 1935               | Lausana (Suiza)              | Medalla de oro   | Florete por equipos |
| 1935               | Lausana (Suiza)              | Medalla de plata | Sable por equipos   |
| 1937               | París (Francia)              | Medalla de oro   | Florete individual  |
| 1937               | París (Francia)              | Medalla de oro   | Florete por equipos |
| 1937               | París (Francia)              | Medalla de plata | Sable por equipos   |
| 1938               | Pieštany (Checoslovaquia)    | Medalla de oro   | Florete por equipos |
| 1938               | Pieštany (Checoslovaquia)    | Medalla de oro   | Sable por equipos   |